# Calabasas, California
Calabasas este un oraș din California, SUA. Se află la o altitudine de 283 m deasupra nivelului mării. Are o suprafață de 35,588458 km². Populația este de 23.241 locuitori, determinată în 1 aprilie 2020, prin recensământ.